# Рок камп за девојчице
Рок камп за девојчице је јединствени музички програм намењен девојчицама из свих делова Србије узраста од 11 до 15 година које се интересују за рок музику. Седмодневни камп организује се у време летњег распуста, најчешће у августу, сваке године у другом граду у Србији. То је неформални образовни програм који има неколико циљева: разбијање стереотипа да су алтернативна култура и рок музика “мушка ствар”, психосоцијална, образовна и креативна подршка за девојчице, промовисање женског менторства и родне равноправности на културној сцени, те децентрализација алтернативних културних садржаја.

## Организација и циљеви
Рок камп за девојчице организује колектив младих жена Фемикс међу којима су уметнице, музичарке, омладинске едукаторке и менаџерке у култури. Рок камп за девојчице је непрофитни програм који опстаје захваљујући  великој подршци заједнице која обухвата растућу мрежу родитеља, локалних институција, домове културе, школа, медија, организација, фондација и спонзора из корпоративног сектора. Девојчице које долазе из социјално угрожених категорија програм похађају бесплатно. Циљ пројекта је унапређивање понуде алтернативних културних садржаја за ову циљну групу, а дугорочно овај пројекат доприноси повећању видљивости, учешћа, сарадње  и услова за жене музичарке на културној сцени у Србији. Колектив младих жена Фемикс кроз пружање подршке, повезивање, едукацију, истраживања и дијалог са доносиоцима одлука тежи ка томе да су девојчице, девојке и жене оснажене и равноправне како на културној сцени тако и у друштву.

## Програм
Током седам дана кампа, учеснице уче од менторки, младих музичарки са алтернативне музичке сцене, основе свирања електричне гитаре, бас гитаре, бубњева или клавијатура, као и певања, снимања звука, компоновања, и музичке продукције. На кампу се од полазница формирају бендови који компонују оригиналне песме и наступају на завршном концерту последњег дана кампа. Поред рада на музичким и креативним способностима, Рок камп за девојчице сваке године подразумева и едукативни прогам који се развија са стручњакињама из различитих сектора, а који обухвата важне теме попут тимског рада, вештине комуникације, родно заснованог насиља, репродуктивног здравља и дигиталне безбедности. Важна компонента сваке године је подршка девојчицама из малих и руралних места, онима које су економски угрожене, долазе из ромске заједнице или су на други начин маргинализоване. У оквиру програма афирмативне акције оне могу бесплатно да учествују и по потреби добијају додатну подршку тима.
Рок камп за девојчице део је светске мреже Girls Rock Camp Alliance.

## Рок камп за девојчице по годинама
Рок камп за девојчице организује се у  различитим градовима и местима с циљем да се подрже девојчице из целе Србије, а посебно оне из економски угрожених, малих и руралних средина, током периода у коме су менторска подршка, подстицајна околина и културни садржаји од изузетне важности.
- Рок камп за девојчице, Шупља стена на Авали 2017. год. [9]
- Рок камп за девојчице, Сремски Карловци 2018. год.[10]
- Рок камп за девојчице, Књажевац 2019. год
- Рок камп за девојчице, 2020. год. одложен због пандемије корона вируса[11]
- Рок камп за девојчице, Ужице, Ниш и Зрењанин, 2021. год.[12]
- Рок камп за девојчице, Крушевац, 2022. год.[13]
- Рок камп за девојчице, 2023. одложен из логистичких разлога[14]
- Рок камп за девојчице, Рудник, 2024. год.